# Clásica Alcobendas 2008
Die 23. Clásica Alcobendas fand vom 10. bis 11. Mai 2008 statt. Das Radrennen wurde in einer Etappe und zwei Halbetappen über eine Distanz von 321,6 Kilometern ausgetragen. Es war Teil der UCI Europe Tour 2008 und dort in die Kategorie 2.1 eingestuft.

## Etappen
| Etappe     | Tag     | Start – Ziel                            | km    | Etappensieger     | Führender         |
| ---------- | ------- | --------------------------------------- | ----- | ----------------- | ----------------- |
| 1. Etappe  | 10. Mai | Alcobendas – Puerto de Navacerrada      | 144,7 | Ezequiel Mosquera | Ezequiel Mosquera |
| 2a. Etappe | 11. Mai | Alovera – Azuqueca de Henares           | 104   | Baden Cooke       | Ezequiel Mosquera |
| 2b. Etappe | 11. Mai | Alcobendas – San Sebastián de los Reyes | 72,9  | Bernardo Riccio   | Ezequiel Mosquera |